# Gary Unmarried
Gary Unmarried is een Amerikaanse komedieserie van CBS die oorspronkelijk van 24 september 2008 tot en met 17 september 2010 werd uitgezonden. De productie won in 2009 de People's Choice Award voor favoriete nieuwe komedieserie en werd in 2010 genomineerd voor een Primetime Emmy Award voor de cinematografie.
Gary Unmarried was in Nederland te zien op Veronica en in België op VT4.

## Het verhaal
Huisschilder Gary Brooks is recent gescheiden van zijn ex-vrouw Allison. Hij probeert enerzijds af te rekenen met zijn stukgelopen huwelijk en anderzijds op zoek te gaan naar een nieuwe relatie. Beide vallen hem niet makkelijk, al was het maar omdat Gary en Allison twee kinderen hebben die ze samen moeten opvoeden.

## Rolverdeling
Alleen personages met tien of meer verschijningen vermeld
- Jay Mohr - Gary Brooks
- Paula Marshall - Allison Brooks
- Ryan Malgarini - Tom Brooks
- Kathryn Newton - Louise Brooks
- Al Madrigal - Dennis Lopez
- Keegan-Michael Key - Curtis
- Brooke D'Orsay - Sasha
- Ed Begley jr. - Dr. Walter Krandall
- Jaime King - Vanessa Flood